# کوارتت (فیلم ۱۹۸۱)
«کوارتت» (انگلیسی: Quartet (1981 film)) یک فیلم به کارگردانی جیمز ایوری است که در سال ۱۹۸۱ منتشر شد. از بازیگران آن می‌توان به آلن بیتس، مگی اسمیت، ایزابل آجانی و شیلا گیش اشاره کرد. ایزابل آجانی برای این فیلم در جشنواره فیلم کن ۱۹۸۱ برنده بهترین بازیگر زن شد.